# Buddenbrookovi
Buddenbrookovi: úpadek jedné rodiny (1901, Buddenbrooks. Verfall einer Familie.) je první román německého spisovatele Thomase Manna, nositele Nobelovy ceny za literaturu za rok 1929, který založil jeho světovou proslulost.

## Děj
Román o postupném úpadku měšťanské rodiny Buddenbrookových z Lübecku líčí na osudu několika generací vzestup a pád jejich rodinné firmy (založené roku 1768) v letech 1835–1876. Jestliže Jan Buddenbrook, který jako představitel druhé generace převzal firmu po svém otci, představuje ještě harmonického a vyváženého člověka ze „zlatého věku měšťanstva“, za jehož vedení obchodní podnik vzkvétá, jeho syn Tomáš, jediný schopný ze tří sourozenců, již podnikatelsky živoří a po jeho smrti firma zaniká. Jeho hudbymilovná žena vnáší do rodiny cizokrajný element a jejich syn Hanno, žijící už cele pro hudbu, je pro praktický život nepoužitelný a jeho smrtí rod vymírá.

## Charakteristika
Román je vyprávěn tradičním chronologickým postupem s pečlivou kresbou postav, ale obsahuje také celou řadu moderních prvků (časové návraty a přeskoky). Je v něm využita cela řada autobiografických prvků a vylíčena dravost moderní buržoazie oproti konzervativnímu měšťanstvu. Celým dílem prostupuje protiklad životní síly a estetických postojů, blízkost krásy a smrti, varování, že citovost oslabuje praktický život, a také zbytnělost stavovského a rodinného principu.

## Filmové adaptace
- Die Buddenbrooks (Buddenbrookovi), Německo 1923, režie Gerhard Lamprecht, němý film,
- Buddenbrooks (Buddenbrookovi), Německo 1959, režie Alfred Weidenmann,
- Buddenbrooks (Buddenbrookovi), Velká Británie 1965, režie Michael Imison, televizní film,
- Die Buddenbrooks (Buddenbrookovi), Německo 1979, režie Franz Peter Wirth, televizní film,
- Die Buddenbrooks (Buddenbrookovi), Německo 2008, režie Heinrich Breloer, televizní film.

## Česká vydání
- Budenbrookové, Národní listy, Praha 1913–1914, přeložil B. Prusík,
- Buddenbrookovi, Melantrich, Praha 1930, přeložil Jaroslav Skalický, znovu 1932.
- Buddenbrookovi, Melantrich, Praha 1950, přeložil Pavel Eisner, znovu 1951, SNKLHU 1955 a 1956 a Odeon 1971.
- Buddenbrookovi, Odeon, Praha 1980, přeložila Jitka Fučíková, znovu Práce 1985.